# Caixa avisadora de incêndio
Caixa avisadora de incêndio foi um equipamento criado pelo Corpo de bombeiros em 1896 para que a população pudesse avisá-los sobre os incêndios. As caixas, que substituíram os Sinos das Igrejas como alertas de incêndio, eram acopladas nas calçadas, em locais previamente determinados. Quando havia um incêndio, o cidadão apertava o único botão que havia na caixa, e esta enviava uma mensagem de telégrafo aos bombeiros informando sobre o incêndio naquele local. Cada caixa avisadora tinha um código único, e era esse código que era enviado aos bombeiros.
O equipamento foi utilizado até 1955, quando deu lugar ao telefone de emergência 193.